# Rathaus Eckersdorf
Das Rathaus Eckersdorf ist ein denkmalgeschützter Sandsteinquaderbau in der Gemeinde Eckersdorf im oberfränkischen Landkreis Bayreuth. Es ist Sitz der Gemeindeverwaltung.

## Geschichte
Das im 19. Jahrhundert errichtete Gebäude wurde vielfältig genutzt.

### Baubeginn 1830

Rathausgebäude um 1910, damals Waisenheim Bethanien

Der Bauherr des um 1830 errichteten Sandsteinbaus war der damalige Besitzer der Schlossanlage Fantaisie, Herzog Alexander. Das Gebäude erhielt zunächst Karsten, die Geliebte des Herzogs, als Geschenk.

### Asyl St. Gilgenberg 1862–1906
Am 1. Mai 1862 wurde in dem Gebäude das Asyl St. Gilgenberg eingerichtet. Ärztlicher Leiter dieser privaten Heilanstalt für nerven- und gemütskranke Männer war August Falco (1830–1905). Der Psychiater Melchior Josef Bandorf wirkte in der Anstalt im Jahr 1870 als Assistenzarzt. Ende 1880 gab es im Sanatorium 16 Patienten und 22 Angestellte (3 Ärzte, 8 Wärter, Gärtner, Köchin, weibliche Dienstboten).
Behandelt wurden dort u. a. Karl Alexander zur Lippe, Albert Otto Baur, Karl Gutzkow und Oskar Panizza. 
Im Herbst 2018 wurde der Grabstein von August Falco und seiner Familienmitglieder vor dem Rathaus aufgestellt und ist jetzt ein Teil des denkmalgeschützten Anwesens.

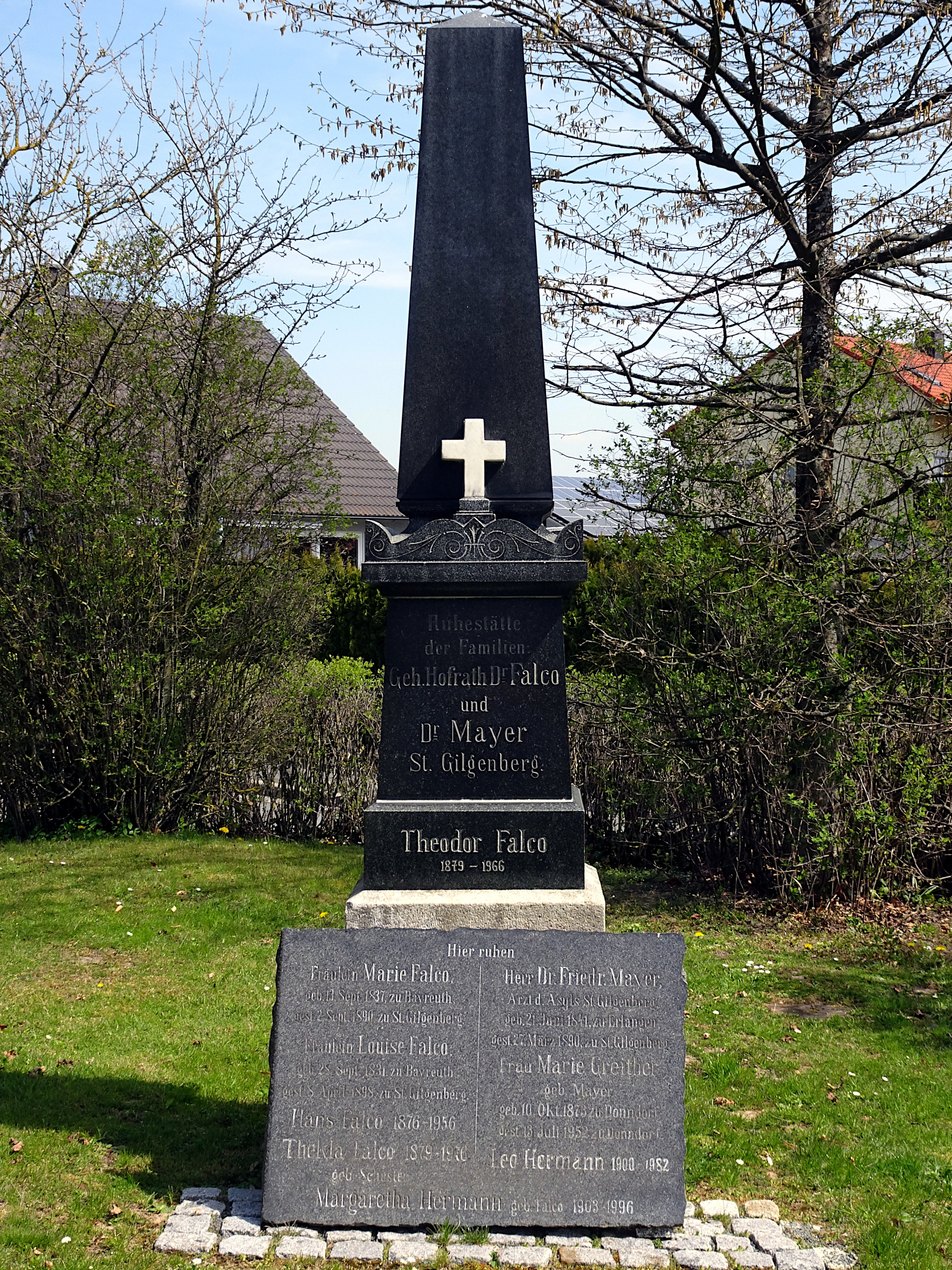
Grabstein von August Falco

### Heime unterschiedlicher Art 1908–1980
Das Sanatorium wurde nach dem Tod des Gründers nicht weitergeführt. 1908 ging das Anwesen in den Besitz von Frau Vollbrecht über, die dort das Waisenheim Bethanien gründete. 1913 kaufte es der Nürnberger Martha-Maria-Verein und führte es bis 1938 als Kinderheim Martha Maria.
Ab 1938 wurde das Anwesen als Ferienerholungs- und Flüchtlingsheim genutzt. 1945 wurde die Kinderklinik des Bayreuther Krankenhauses dorthin verlegt. Ab August 1948 wurde das Haus von Schwestern der Evangelisch-methodistischen Kirche genutzt. Bis 1949 wurden Evakuierte und danach sogenannte Dauergäste aufgenommen.
Im Jahre 1980 bezog die Gemeindeverwaltung von Eckersdorf das Gebäude als Rathaus.

## Beschreibung des Baudenkmals
Der Listenauszug Eckersdorf
des Bayerischen Landesamts für Denkmalpflege beschreibt das Rathaus als zweieinhalbgeschossigen Sandsteinquaderbau mit flachem Walmdach und einem Portal mit Säulenaltan, datiert um 1830.